# Блинкен, Алан
Алан Джон Блинкен (англ. Alan John Blinken; род. 24 декабря 1937, Нью-Йорк, Нью-Йорк) — американский бизнесмен и дипломат, посол США в Бельгии (1993—1997). Брат Дональда Блинкена и дядя Энтони Блинкена.

## Биография
Алан Блинкен родился 24 декабря 1937 года в Нью-Йорке. Его отец был еврейским иммигрантом из Киева. Старший брат Алана Дональд также был дипломатом.
Блинкен получил степень бакалавра искусств в Гарвардском университете. Изучал бизнес и экономику, а его научным руководителем был Джон Кеннет Гэлбрейт.

## Карьера
После окончания университета Блинкен работал в сфере финансовых услуг и даже был президентом некоторых американских компаний. Затем он стал директором бельгийского производителя биофармацевтических препаратов UCB.
Блинкен баллотировался в Ассамблею штата Нью-Йорк на Манхэттене, но проиграл. С 1993 по 1997 год являлся послом Соединённых Штатов в Бельгии.
В 2002 году Блинкен был кандидатом от Демократической партии в Сенат США от штата Айдахо, но вновь проиграл.

## Личная жизнь
Блинкен был женат на Мелинде Кох.
Он является внуком известного писателя украинского происхождения Меера Блинкена, братом Дональда Блинкена и дядей государственного секретаря Соединённых Штатов Энтони Блинкена.